# Себе пофинансируй
«Себе пофинансируй» (англ. Go Fund Yourself) — первый эпизод восемнадцатого сезона «Южного Парка». Эпизод вышел 24 сентября 2014 года на канале Comedy Central в США.

## Сюжет
Картман с друзьями организуют стартап со сбором средств, чтобы легко разбогатеть и не ходить в школу. Однако использование для этого названия и символики футбольного клуба «Вашингтон Редскинз» встречает противодействие руководства клуба.
Стэн, Кайл, Эрик, Кенни и Баттерс решают бросить школу и быстро разбогатеть, создав новую компанию через краудфандинговый сайт Kickstarter. Из-за моды на краудфандинг им трудно получить оригинальное имя, которое ещё не занято. Когда Картман узнает, что футбольная команда «Вашингтон Редскинз» потеряла права на собственную торговую марку, он предлагает использовать её для своей компании. Это возмущает владельца команды Дэниела Снайдера, который начинает бороться с Картманом за право использовать название. Не сумев убедить Картмана изменить название своей компании, Снайдер и его футбольная команда пытаются отмежеваться от новой компании, поскольку она набирает популярность благодаря своей политике безделья. Кайл и Стэн уходят из стартапа, чтобы при поддержке ИГИЛ основать свою собственную стартап-компанию, которую Стэн в конце концов тоже покидает.
В течение этого времени Снайдер становится все более разочарованным в компании, и ему удается убедить других владельцев франшиз НФЛ использовать их связи, чтобы заставить Картмана сменить логотип. Однако Картман только отвечает на спрос, добавляя нарисованные вручную груди, яички и пенис к логотипу «Редскинз». Это приводит к тому, что Снайдер и его команда ночью врываются в штаб-квартиру Kickstarter и сжигают её дотла. Однако Картман, Кайл и Стэн примиряются, потеряв деньги, заработанные на своих проектах на Kickstarter, и преобразовывают свою компанию в замену Kickstarter, чтобы зарабатывать деньги на своих клиентах. У мальчиков все идет хорошо до игры «Редскинз» против «Даллас Ковбойз», когда сам Снайдер вынужден играть вместо своей разочарованной команды и в результате получает серьёзную травму. Сжалившись над владельцем команды, толпа горожан (включая ИГИЛ) угрожает бойкотировать компанию школьников, если мальчики не изменят название. Вместо того, чтобы менять название компании, мальчики решают закрыть её и вернуться в школу.

## Направления сатиры
- Основной проблемой, которую создатели поднимают в сериале, является сегодняшний вал краудфандинговых проектов, которые частенько приводят к разочарованиям как их идеологов, так и вкладчиков.
- Другая проблема — абсурдная ситуация с защитой авторских прав, при которой владельцы товарных знаков, невзирая на свои заслуги и адвокатов, оказываются не в состоянии пользоваться своей торговой маркой.

## Оценки
Эпизод получил оценку B- от Эрика Тёрна с The A.V. Club. Тёрн похвалил представленную в эпизоде пародию на сегодняшние споры в NFL, но подверг критике сатиру над стартапами.
Журналист IGN Макс Николсон дал эпизоду 8 баллов из 10 и назвал его «приятными полчаса на ТВ».